# 650 Dywizja Piechoty (III Rzesza)
650 Dywizja Piechoty (niem. 650. Infanterie-Division ros. 2-я пехотная дивизия Вооруженных Сил КОНР) – związek taktyczny kolaboracyjnych „Sił Zbrojnych Komitetu Wyzwolenia Narodów Rosji” złożony z Rosjan, pod koniec II wojny światowej.

## Historia
17 stycznia 1945 Naczelne Dowództwo Niemieckich Sił Zbrojnych (OKH) wydało rozkaz o utworzenie drugiej dywizji piechoty Sił Zbrojnych Komitetu Wyzwolenia Narodów Rosji gen. Andrieja A. Własowa. W nomenklaturze niemieckiej otrzymała ona nazwę 650 Dywizji Piechoty. Formowanie rozpoczęło się w marcu 1945 r. w V Okręgu Wojskowym na poligonie wojskowym Heuberg. W jej skład wchodzili żołnierze rosyjscy z rozwiązanych 427 Batalionu Wschodniego, 600 Batalionu Wschodniego, 642 Batalionu Wschodniego, 667 Wschodniego Batalionu Strzeleckiego, 851 Sapersko-Budowlanego Batalionu Wschodniego i III batalionu 714 Pułku Grenadierów oraz 621 Wschodniego Oddziału Artylerii, a także ochotnicy wywodzący się spośród robotników przymusowych i jeńców wojennych z Armii Czerwonej. Liczebność dywizji w marcu osiągnęła ok. 13 tys. ludzi. Dowództwo objął gen. mjr Grigorij A. Zwieriew. Dywizja miała osiągnąć pełną gotowość bojową w czerwcu. Ze względu na ofensywę Armii Czerwonej gen. G. A. Zwieriew wydał rozkaz o przejściu na teren Czech, gdzie było wyznaczone miejsce koncentracji wszystkich oddziałów „własowskich”. 2 Dywizja Piechoty 19 kwietnia wyruszyła z Heubergu. Brakowało dział i moździerzy, zaś wyposażenie w karabiny maszynowe było niepełne. Do dywizji dołączył szef sztabu Sił Zbrojnych KONR gen. Fiodor I. Truchin. Po połączeniu się z żołnierzami sił lotniczych Sił Zbrojnych KONR gen. Wiktora I. Malcewa i oddziałów rezerwowych została utworzona tzw. Południowa Grupa ROA, licząca ok. 22 tys. ludzi. Do 4 maja przemaszerowała ona w rejon Strakonic koło Pragi. 5 maja rozpoczęły się rozmowy ze stroną amerykańską o poddaniu wojsk. Amerykanie dali „własowcom” 36 godzin na dotarcie do wyznaczonego miejsca i zdania broni. Doszło na tym tle do konfliktu pomiędzy gen. G. A. Zwieriewem a gen. Michaiłem A. Mieandrowem, pełniącym funkcję komendanta szkoły oficerskiej ROA. Dowódca 2 DP Sił Zbrojnych KONR, którego żona popełniła samobójstwo, pozostał w miejscu koncentracji oddziałów „własowskich”, podczas gdy gen. M. A. Mieandrow szybkim marszem na czele części żołnierzy udał się w kierunku wyznaczonym przez Amerykanów. W rezultacie większość dywizji została wzięta do niewoli przez radziecką 297 Dywizję Strzelecką. Generał G. A. Zwieriew został ranny podczas wymiany ognia. Tylko jeden pułk poddał się Amerykanom w rejonie miasta Český Krumlov 8–10 maja. Żołnierze pułku zostali kilka miesięcy później wydani Sowietom.

## Skład organizacyjny
- dowóca dywizji – gen. Grigorij A. Zwieriew
- szef sztabu dywizji – płk A. S. Bogdanow, a następnie płk Aleksiej A. Funtikow
- samodzielna kompania sztabowa – Konstantin I. Machnoryłow (Machnoryło)
- 1651 pułk piechoty – płk Michaił D. Baryszew
- 1652 pułk piechoty – mjr Kossowski, a następnie mjr Aleksiejew
- 1653 pułk piechoty – ppłk Michaił I. Gołowinkin
- 1650 pułk artylerii – płk Aleksiej A. Zubakin
- 1650 pułk zaopatrzenia – Boris W. Własow, a następnie ppłk S. I. Własienko
- 650 samodzielny batalion Rozpoznawczy – mjr Michaił B. Nikiforow
- samodzielny dywizjon kozacki – ppłk Zinowiew
- 1650 samodzielny dywizjon przeciwpancerny – mjr Zborowski
- 1650 samodzielny batalion saperów – mjr Moisiejenko
- 1650 samodzielny batalion łączności – por. Kutiepa
- samodzielny batalion budowlany – mjr Zołotnicki
- 1650 batalion zapasowy - kpt. Kurganski